# 列皮约夫卡区
列皮约夫卡区（俄语：Репьёвский район）是俄罗斯联邦沃罗涅日州下辖的一个区，其行政中心为列皮约夫卡。据2016年统计，该区的人口为15716人。